# وودسیا
چشم‌درشت‌ها (نام علمی: Woodsia) نام یک سرده از تیره فروغ‌ماهیان است.